# Golfingiiformes
Golfingiiformes es un orden de anélidos del grupo Sipuncula o gusanos cacahuete.

## Familias
Agrupa tres familias:
- Golfingiidae[5][6]
- Phascolionidae[7]
- Themistidae[8]